# Piet Tommissen
Piet Tommissen (* 20. März 1925 in Lanklaar, Limburg, Belgien; † 21. August 2011 in Ukkel, Belgien) war ein belgischer Volkswirtschaftslehrer und Soziologe, der vor allem wegen seiner umfangreichen Studien und Forschungen zum deutschen Staatsrechtslehrer und Philosophen Carl Schmitt bekannt wurde.

## Leben
Tommissen meldete sich während des Zweiten Weltkrieges als Flame freiwillig bei der deutschen Wehrmacht zum Einsatz an der Ostfront, lehnte aber eine Zuteilung zur Waffen-SS ab.
Er arbeitete zunächst als Buchhalter und studierte später Volkswirtschaftslehre und Soziologie an der Ökonomischen Hochschule Brüssel sowie der Universitaire Faculteiten Sint-Ignatius Antwerpen (Promotion 1971). Nach dem Abschluss des Studiums war er als Prokurist bei einem Industrieunternehmen tätig.
Das erste Ergebnis seiner Forschungen zum deutschen Staatsrechtslehrer und Philosophen Carl Schmitt, mit dem er seit 1952 in Kontakt stand, war die Veröffentlichung Versuch einer Carl-Schmitt-Bibliographie (1953).
1971 erfolgte seine Promotion mit einer Dissertation über Vilfredo Pareto mit dem Titel De wet van Pareto: De economische epistemologie van Vilfredo Pareto. Im Anschluss übernahm er 1972 eine Professur an der Handelshochschule Brüssel und lehrte dort bis zu seiner Emeritierung 1990.
Tommissens 1975 auf Flämisch erschienenes Buch Over en in zake Carl Schmitt wurde 1997 auf Deutsch mit verändertem Inhalt beim Karolinger Verlag unter dem Titel In Sachen Carl Schmitt publiziert.
Er war Gründer und Herausgeber der Schriftenreihe Schmittiana : Beiträge zu Leben und Werk Carl Schmitts, die Beiträge von und über Schmitt enthielt. Die Bände 1, 2 und 3 erschienen 1988, 1990 und 1991 als Doppelhefte 71/72, 79/80 und 84/85 der Schriftenreihe Eclectica der Brüsseler Economische Hogeschool Sint-Aloysius. Spätere Ausgaben erschienen im Verlag Duncker & Humblot und bei der VCH-Verlagsgesellschaft, die achte und letzte Folge im Jahre 2003. Seit 2011 erscheint bei Duncker & Humblot eine Neue Folge der Schmittiana, herausgegeben von der Carl-Schmitt-Gesellschaft.
Ein weiterer Forschungsschwerpunkt Tommissens waren Leben und Werk des französischen Politikwissenschaftlers und Soziologen Julien Freund, der die französische Schmitt-Rezeption entschieden prägte.

## Weitere Veröffentlichungen
- Carl Schmitt – Briefwechsel mit einem seiner Schüler, Mitherausgeber Armin Mohler und Irmgard Huhn, Akademie Verlag, Berlin 1995, ISBN 3-05-002773-8.
- In Sachen Carl Schmitt, Karolinger, Wien 1997, ISBN 3-85418-079-9.
- Briefe an Carl Schmitt. Duncker & Humblot, Berlin 1998. ISBN 3-428-09200-7.
- Gehlen – Pareto – Schmitt. In: Helmut Klages und Helmut Quaritsch (Hrsg.): Zur geisteswissenschaftlichen Bedeutung Arnold Gehlens Duncker & Humblot, Berlin 1994, ISBN 3-428-07454-8, S. 171–197.